# Plazmodium (biologia)

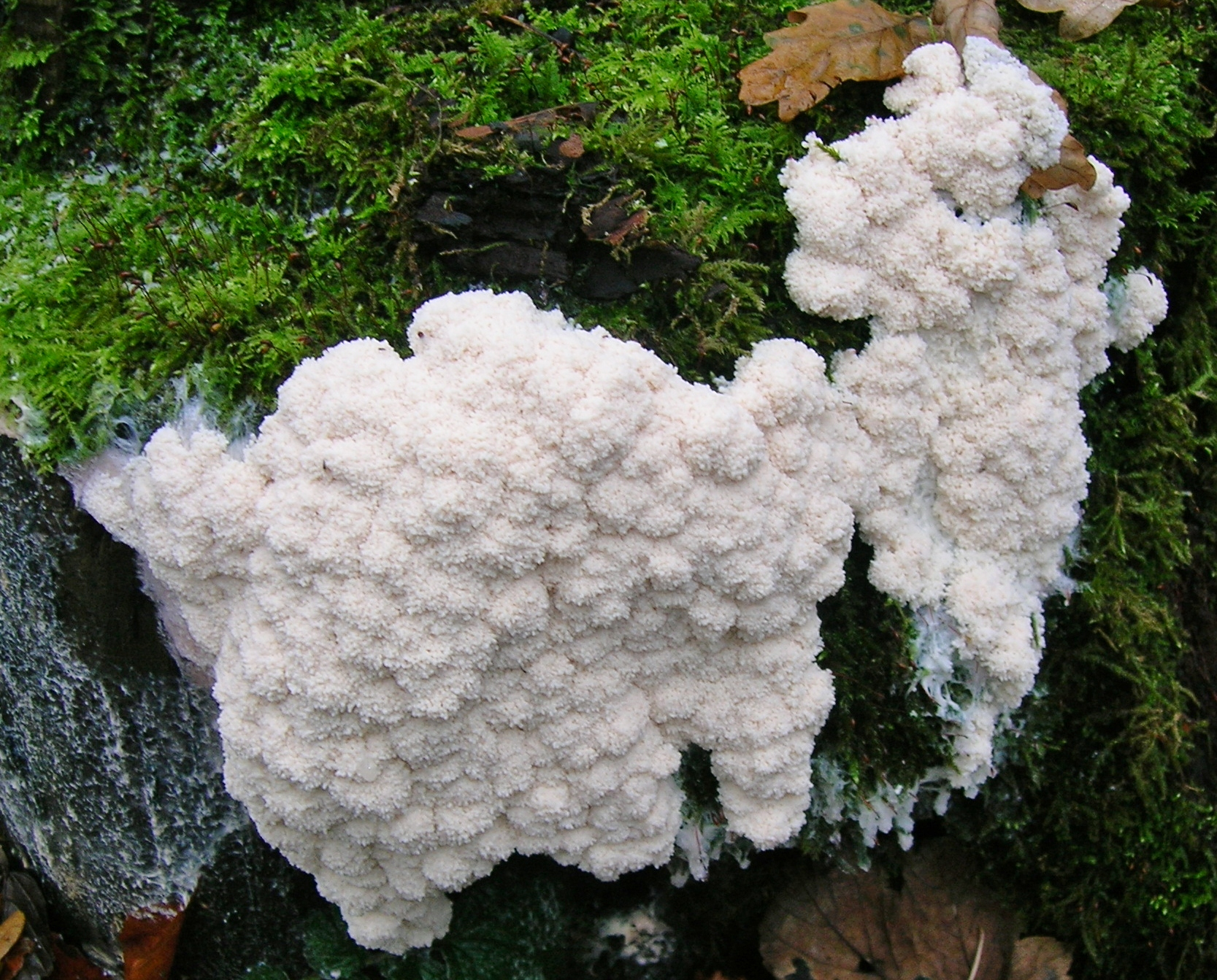
Śluźnia siatecznicy okazałej (śluzowiec)

Plazmodium (łac. śluźnia) – wielojądrowa masa protoplazmatyczna (komórczak) wykazująca zdolność pełzakowatego ruchu po podłożu. Różne postacie plazmodiów występują u odmiennych grup organizmów o budowie ameboidalnej – u śluzowców (Amoebozoa) i ameb Vampyrellida (Rhizaria). Czasem plazmodia powstają w organach innych organizmów w wyniku rozpuszczenia ścian komórkowych, np. w rodniach paproci z rodziny marsyliowych. Śluzowce dikcjosteliowe wytwarzają pseudoplazmodia (nibyśluźnie) o zupełnie innej budowie, z zachowaną autonomią poszczególnych komórek, a podobne twory powstające przez złączenie wolnych komórek wytwarzają myksobakterie.
Stanowi stadium wegetatywne w cyklu życiowym niektórych śluzowców. Powstaje z połączenia diploidalnych komórek powstałych dzięki fuzji jednokomórkowych myksoameb lub myksoflagellat, czyli amebozygot. Następnie wewnątrz plazmodium jądra dzielą się mitotycznie, więc nadal są diploidalne, ale plazmodium nie jest podzielone na komórki. Może osiągać rozmiary kilku decymetrów kwadratowych i zawierać wiele milionów jąder. W czasie przesuwania się po podłożu pochłania mikroorganizmy, którymi się żywi. Zdolne jest też do trawienia pozakomórkowego, wchłaniając tak strawiony pokarm. Często w celu odżywiania się pełzają po butwiejącym materiale roślinnym (liściach, drewnie). Gdy pokarmu i wilgoci jest mało, wówczas wysychające plazmodium wypełza na bardziej odsłonięte miejsca i zaczyna się proces rozmnażania. Plazmodium przekształca się wówczas w owocnik, będący formą sporangium, odmienny od owocników grzybów.
Inny rodzaj plazmodium wytwarzają pierwotniaki z rzędu Vampyrellida. Powstaje on przez zlanie się trofozoitów, czyli postaci ameboidalnej. Ponieważ w rodzaju Leptophrys trofozoity również mogą być komórczakami, granica między trofozoitami a plazmodiami jest nieostra. Bardziej wyraźne różnice występują w rodzaju Vampyrella (przy czym nie u wszystkich gatunków zaobserwowano tworzenie plazmodiów), ale zasadniczo w tej grupie organizmów plazmodia przypominają trofozoity. Ponieważ fuzja niezależnych komórek w plazmodium następuje często w warunkach niedoboru pokarmu, możliwe jest, że jest to sposób organizmów na wydajniejsze poszukiwanie i wykorzystywanie pożywienia. Plazmodia Vampyrellida są w porównaniu ze śluzowcami nieduże (czasem przekraczają 1 mm długości). W XIX w. przypuszczano, że te dwie grupy organizmów są spokrewnione, lecz pogląd ten nie utrzymał się długo.